# Engelsborg (Viborg)
 For alternative betydninger, se Engelsborg. (Se også artikler, som begynder med Engelsborg)
Engelsborg er en bydel i det nordvestlige Viborg. Området består primært af villaer og rækkehuse, men også flere virksomheder, en børnehave og en kirke ligger i området. Katrinehaven er under opførsel i det vestlige Engelsborg og forventes at kunne åbne i 2013.
56°28′26.27″N 9°23′38.38″Ø / 56.4739639°N 9.3939944°Ø